# Шпилько, Сергей Павлович
Сергей Павлович Шпилько (род. 6 января 1957, Москва) — почетный президент Российского союза туриндустрии, государственный деятель, экономист, заведующий кафедры (с 2009), доцент Российской международной академии туризма. Членство в Правлении Российского союза промышленников и предпринимателей и в Правительственной комиссии по развитию туризма в Российской Федерации.
Ранее — возглавлял Совет стран СНГ по туризму, входил в Стратегическую группу при Генеральном Секретаре ЮНВТО, входил в состав Совета по социальной политике при Президенте РФ. Автор более 60 публикаций в области экономики, социологии и туризма , «идеолог российского туризма».

## Биография
Сергей Павлович Шпилько родился 6 января 1957 года в Москве.
С 1974 года по 1979 год учился на историческом факультете Московского государственного педагогического Института им. В.И.Ленина. Специальность «Учитель истории и обществоведения».
В 1979—1980 годы — работал в органах МВД СССР.
С 1980 года — сотрудник Научно-исследовательского экономического института (НИЭИ) Госплана СССР, занимался вопросами экономики и планирования физической культуры, спорта, туризма и санаторно-курортного комплекса. Без отрыва от работы окончил заочно аспирантуру НИЭИ Госплана СССР, став в 1986 году кандидатом экономических наук (тема диссертации «Методология планирования развития физической культуры как отрасли непроизводственной сферы»).
В 1988 году перешёл на работу во Всесоюзный центр изучения общественного мнения по социально-экономическим вопросам при ВЦСПС и Госкомтруде СССР (ВЦИОМ), где руководил Лабораторией социально-экономических проблем. С марта 1990 года работал заместителем директора ВЦИОМ.
4 января 1992 года назначен заместителем Министра труда и занятости населения Российской Федерации, с 9 сентября — заместитель Министра труда РФ, в этом же году вошёл в состав Коллегии Министерства социальной защиты РФ.
С 18 февраля 1993 года назначен председателем Комитета Российской Федерации по туризму. С 18 июня 1993 года занял пост первого заместителя председателя в объединенном Комитете РФ по физической культуре и туризму. С 8 сентября 1994 в Государственном комитете РФ по физической культуре и туризму (ГКФТ РФ) — в должности заместителя председателя курировал вопросы развития туризма и гостиничного хозяйства и работу сети представительств РФ по туризму за рубежом.
В 1994—1995 годах входил в состав Совета по социальной политике при Президенте РФ.
С 1994 года являлся полномочным представителем Российской Федерации в Совете стран СНГ по туризму, в 1997—1998 гг. был его председателем.
С 1995 года ежегодно избирался президентом Российской ассоциации туристических агентств (РАТА) на общественных началах. С октября 1999 года перешел на работу в РАТА (с 2002 года — Российский Союз Туриндустрии, РСТ) на постоянной основе.
Также в 1997—1999 гг. входил в состав Стратегической группы при Генеральном Секретаре ЮНВТО (англ. UNWTO Strategic Group).
В августе 1999 года после преобразования Госкомитета по физической культуре и туризму РФ в Министерство Российской федерации по физической культуре, спорту и туризму исполнял обязанности заместителя министра до октября 1999 года.
1 декабря 2010 года назначен на должность председателя Комитета по туризму города Москвы. В связи с преобразованием, с 8 июня 2011 года стал председателем Комитета по туризму и гостиничному хозяйству города Москвы. С марта 2015 года — первый заместитель руководителя Департамента национальной политики, межрегиональных связей и туризма города Москвы. 15 июля 2016 года покинул государственную службу.
В настоящее время — почетный президент РСТ (с 24 сентября 2021 г.), член правления Российского союза промышленников и предпринимателей (РСПП) и председатель Комиссии РСПП по туристской индустрии, член Правительственной комиссии по развитию туризма в Российской Федерации. С 2009 года по настоящее время руководит кафедрой менеджмента и экономики Российской международной академии туризма.

## Известные проекты
Сергей Павлович принимает активное участие в законотворческой и общественной деятельности. Можно отметить следующие направления работы:
- Создание системы лицензирования международной туристской деятельности в Российской федерации[23].
- Создание и обеспечение работы[24] сети зарубежных представительств по туризму (зарубежные представительства Комитета по туризму РФ, позднее ГКФТ, были открыты в 17 странах мира, в том числе на базе представительств Госкоминтуриста СССР: Амстердам, Афины, Бейрут, Берлин, Братислава, Брюссель, Варшава, Дамаск, Каир, Лондон, Мехико, Нью-Йорк, Париж, Рим, София, Токио, Хельсинки).
- Подготовка проекта Федерального закона «Об основах туристской деятельности в Российской Федерации» (в редакции 1995 года).
- Издания ежедневной электронной газеты Rata News (с 2000 года)[12].
- Реализация издательского проекта Just Russia[12] (со второй половины 2001 года)[25].
- Создание в 2011 году Международного фестиваля исторических реконструкций «Времена и Эпохи».

## Награды
- 2017 — Лауреат Премии Правительства Российской Федерации в области туризма за создание проекта по развитию внутреннего и въездного туризма Международный фестиваль исторических реконструкций «Времена и Эпохи» (в соавторстве с Д.С. Дёминым и А.А. Овчаренко, «Агентство старинных развлечений „Ратоборцы“»)[26].

## Семья
Супруга — Шпилько Галина Леонидовна (1957-2000), директор оптово-розничной базы «Мелодия», есть дочь.
Отец — Шпилько Павел Никанорович (род. 1924 г., станция Степная Штейнгартского района Краснодарского края), фронтовик, кадровый офицер. В действующей армии С 1942 по 22 июня 1946 года. Звание и должность:
- Гвардии лейтенант, командир 2-го огневого взвода 5-й миномётной батареи 182-го гвардейского артиллерийского (миномётного) Дебреценовского полка 11-й гвардейской Донской казачьей кавалерийской Волновахской Краснознамённой, ордена Богдана Хмельницкого дивизии 5-го гвардейского Донского казачьего Краснознаменного корпуса 3-го Украинского фронта.

Награды:
- Орден Красной Звезды (12 января 1945 г.)
- Медаль «За взятие Будапешта» (23 ноября 1945 г.)
- Медаль «За победу над Германией в Великой Отечественной войне 1941—1945 гг.»

Мать — Галина Антоновна Шпилько (в дев. Недзвецкая), доктор экономических наук, главный научный сотрудник Института макроэкономических исследований Министерства экономики РСФСР.

## Хобби
Многие годы коллекционирует туристский фольклор. Сборник туристских баек и анекдотов от Шпилько выдержал три издания, последнее из которых под названием «По Миру и по Жизни. Чтиво на ход ноги» вышло в 2009 г.:
- Шпилько С. П. Анекдоты от Шпилько : Избр. из фольклора рос. туризма. — Москва: Arbor, 1999. — 92 с. — ISBN 5-900048-06-3.
- Шпилько С. П. Байки от Шпилько: выдуманные и невыдуманные истории из жизни туристов и турбизнеса. — 2-е. — Москва: Российский союз туриндустрии, 2009. — 156 с. — ISBN 5-94965-002-6.
- Шпилько С. П. По миру и по жизни. Чтиво на ход ноги: сборник туристических баек и анекдотов. — 3-е. — Москва: Российский союз туриндустрии, 2009. — 179 с. — ISBN 978-5-904692-01-8.

## Внешние ссылки
- Электронное ежедневное издание Rata news